# Christian de La Mazière
Pour les articles homonymes, voir Lamazière et Mazière.
Cet article possède un paronyme, voir Mazières.
 (mai 2016).
Si vous disposez d'ouvrages ou d'articles de référence ou si vous connaissez des sites web de qualité traitant du thème abordé ici, merci de compléter l'article en donnant les références utiles à sa vérifiabilité et en les liant à la section « Notes et références ».
Christian de La Mazière, à l'état-civil Christian Lamazière (la famille ayant préféré ôter sa particule à la Révolution), né le 22 août 1922 à Tours, mort le 15 février 2006 à Paris, est un journaliste et imprésario français, connu pour son passé de collaborateur engagé dans la Waffen-SS pendant la Seconde Guerre mondiale.

## Biographie
Fils d'un lieutenant qui avait participé à la guerre russo-polonaise et d'une mère tourangelle, il s'engage dans l'armée en septembre 1939. Il est maintenu dans l'armée de Vichy jusqu'en 1942. Par la suite, il travaille au journal collaborationniste Le Pays libre. Puis, juste avant la libération de Paris par les Alliés, il s'engage dans la Waffen-SS, avec le grade de Rottenführer.
Il est l'un des derniers survivants de la division SS Charlemagne, unité de la Waffen-SS formée de Français entre autres  Jean de Vaugelas, Jean Bassompierre, Edgar Puaud et Henri Fenet. Dans les derniers jours du Troisième Reich, des unités de cette division combattent à Berlin, et participent à la défense de la Chancellerie. Christian de La Mazière est fait prisonnier en Poméranie par les troupes polonaises (qui le laissèrent en vie, grâce à sa connaissance du polonais) et est remis aux autorités soviétiques, puis françaises. Après avoir essayé de se faire passer pour un ancien membre du STO pour éviter d'être jugé comme ancien membre de la Waffen-SS, il est démasqué, puis condamné à cinq ans de prison en 1946 et frappé d'indignité nationale pendant dix ans. Il est gracié par Vincent Auriol en 1948.
Sorti de la maison centrale de Clairvaux, il exerce différentes fonctions au cours des années suivantes, travaille dans le journalisme (notamment à L'Écho de la Presse et de la Publicité et à La Correspondance de la Presse de Georges Bérard-Quélin), puis entre chez le grand distributeur de films Cinédis, ce qui l'introduit dans le monde du cinéma. Il devient ensuite impresario, attaché de presse de réalisateurs et d'acteurs, monte une agence de relations publiques en 1952, International Show.
En 1969, il est contacté par André Harris qui le presse de raconter dans un film son expérience dans la SS, un épisode sur lequel il pensait avoir tiré un trait depuis un quart de siècle. Christian de la Mazière se laisse convaincre. Le film de Le Chagrin et la Pitié de Marcel Ophüls évoque la vie des Français sous l'occupation allemande. L'intervention qu'y fait l'ancien SS est très remarquée, mais sonne le glas de son agence de relations publiques, ses clients s'en détournant. Deux ans après la sortie du film, il fait le bilan de son engagement passé à travers un livre, Le Rêveur casqué, qui fait l'objet de plusieurs éditions et traductions, et qui — c'est du moins ce qu'il écrit trente ans plus tard — aurait inspiré à Georges Brassens la chanson Mourir pour des idées (1972). Il s'y attribue un grade d'officier, alors qu'il n'a été au mieux que Rottenführer, l'équivalent d'un caporal-chef.
Il est ensuite employé par Le Figaro Magazine et par Le Choc du mois, avant de rejoindre au Togo le président Gnassingbé Eyadema comme conseiller. Trente ans plus tard, il décrit ses années d'après-guerre dans Le Rêveur blessé, expliquant les conséquences de ses choix sur sa vie sociale et professionnelle. Étant déjà atteint par la maladie, il demande à son ami Maurice Bonnet d'écrire pour lui cet ouvrage sur la base de leurs entretiens. Ce dernier, qu'il avait rencontré à la Société Générale de Presse, relate cette expérience dans La Dernière Chevauchée du cavalier soleil.  Maurice Bonnet lui consacre également un portrait dans Enquête sur le destin.

## Ouvrages
- Le Rêveur casqué, éditions Robert Laffont, coll. « Vécu », 1972
- Le Rêveur blessé, éditions de Fallois, 2003

### Filmographie
- Marine Suzonni, Noémie Mayaudon, Juliette Desbois (réalisation), Guy Lagache (présentation) et Pierre Lescure (voix off), Histoire interdite : nazis français, nazis allemands, de la fuite à la traque, Paris, D8, 2015, vidéo ([vidéo] Disponible sur Dailymotion)